# Iodure de césium

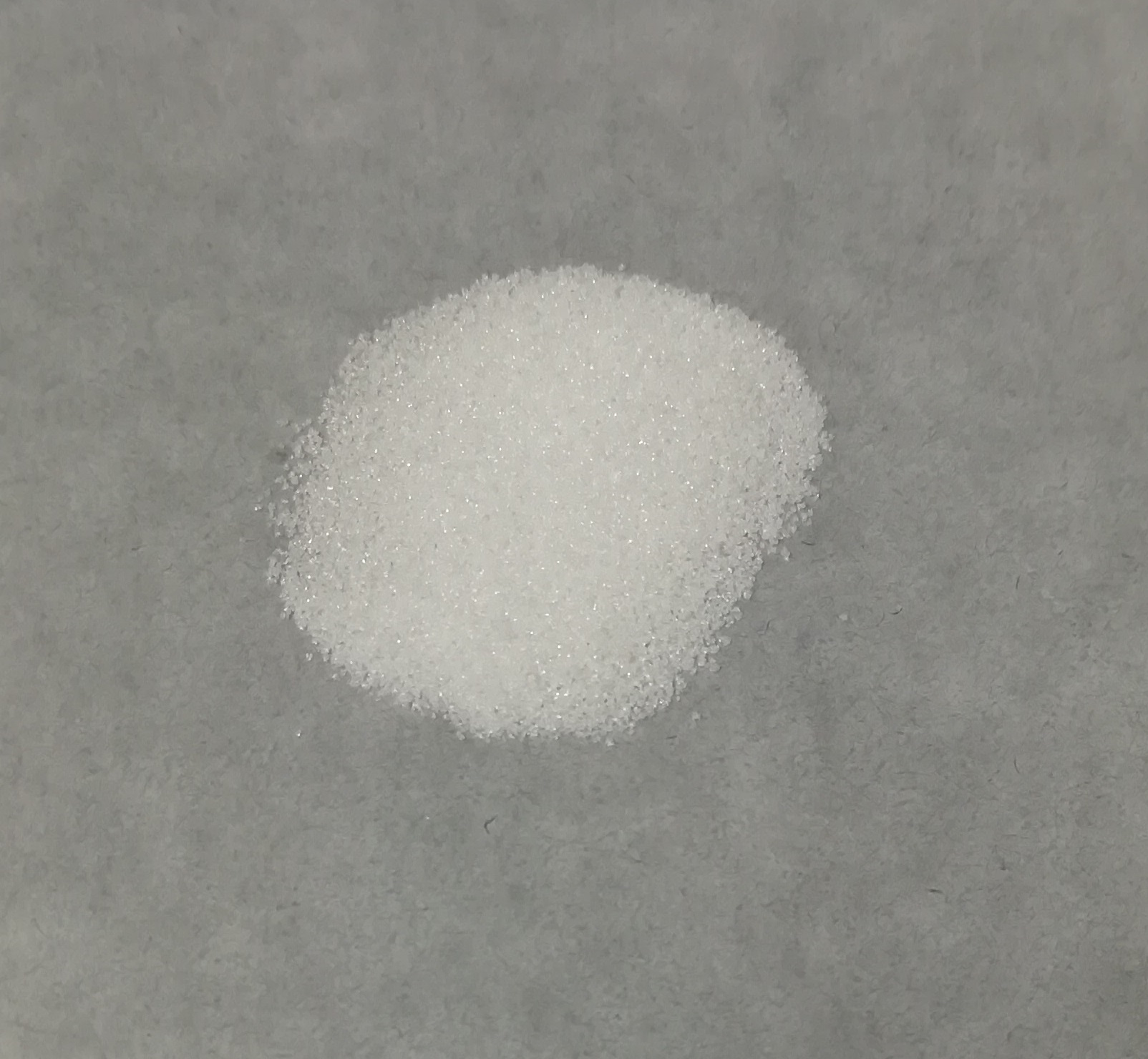

« CsI » redirige ici. Pour les autres significations, voir CSI.
L'iodure de césium (CsI) est le sel du césium avec l'iode. En physique des particules et en physique nucléaire, l'iodure de césium est utilisé une fois dopé avec du thallium comme détecteur de rayons gamma, ceux-ci interagissant avec la forme cristalline du composé pour produire de la lumière visible (dans un détecteur à scintillation).